# Porto Barreiro
Porto Barreiro ist ein brasilianisches Munizip im Süden des Bundesstaats Paraná. Es hat 3.110 Einwohner (2022), die sich Porto-Barreirenser nennen. Seine Fläche beträgt 361 km². Es liegt 766 Meter über dem Meeresspiegel.

## Etymologie
Der Ortsname Porto Barreiro bedeutet auf Deutsch Lehmgrubenhafen (Barra = Lehm, Barreiro = Lehmgrube und Porto = Hafen). Er entstand aus den Namen von zwei Distrikten des Munizips Laranjeiras do Sul: Barreirinho und Porto Santana. Der Name Barreirinho geht darauf zurück, dass hier wilde Tiere zu baden pflegten. Frühe Bewohner streuten Salz auf den Boden, um sie anzulocken. Andererseits verdankt Porto Santana seinen Namen einem Pionier mit dem Nachnamen Santana. Früher überquerte er den Iguaçu mit einem Kanu. Später wurde an dieser Stelle ein Hafen angelegt und eine Fähre eingerichtet, die die südwestliche Region mit diesem Ort verband.

## Geschichte

### Besiedlung
Die historischen Ursprünge des Gebiets von Porto Barreiro gehen auf das Jahr 1850 zurück. In dieser Zeit begannen die ersten Bewegungen mit dem Ziel der Kolonisierung in der Region Guarani dos Pobres (deutsch: Guarani der Armen). Der Ort wurde von Indianern vom Volk der Guarani und Familien aus der damaligen Provinz São Paulo bewohnt.
Zu den Pionierfamilien von Guarani dos Pobres gehörten Maria und José Gonçalves da Costa, Catarina und Joaquim da Costa, Francisco und Domingos Gonçalves, Benedito und Antônio de Oliveira, Manoel Paulista und Pedra Paulista. Mitte 1999 lebte Delfina Gonçalves de Oliveira, Tochter der Pioniere Domingos und Maria das Dores Gonçalves im Alter von 102 Jahren noch in der Region Guarani.

### Erhebung zum Munizip
Porto Barreiro wurde durch das Staatsgesetz Nr. 11248 vom 13. Dezember 1995 aus Laranjeiras do Sul ausgegliedert und in den Rang eines Munizips erhoben. Es wurde am 1. Januar 1997 als Munizip installiert.

## Geografie

### Fläche und Lage
Porto Barreiro liegt auf dem Terceiro Planalto Paranaense (der Dritten oder Guarapuava-Hochebene von Paraná). Seine Fläche beträgt 361 km². Es liegt auf einer Höhe von 766 Metern.

### Vegetation
Das Biom von Porto Barreiro ist Mata Atlântica.

### Klima
Das Klima ist gemäßigt warm. Es werden hohe Niederschlagsmengen verzeichnet (2199 mm pro Jahr). Im Jahresdurchschnitt liegt die Temperatur bei 19,0 °C. Die Klimaklassifikation nach Köppen und Geiger lautet Cfa.

### Gewässer
Porto Barreiro liegt im Einzugsgebiet des Iguaçú. Dessen rechter Nebenfluss Rio Cavernoso bildet zusammen mit seinem rechten Zufluss Rio Itapera die östliche Grenze des Munizips.

### Straßen
Porto Barreiro ist über die PR-565 mit Laranjeiras do Sul verbunden.

### Nachbarmunizipien
|                      | Laranjeiras do Sul                          | Virmond |
| Rio Bonito do Iguaçu | Kompassrose, die auf Nachbargemeinden zeigt | Candói  |
|                      | Chopinzinho                                 |         |

## Stadtverwaltung
Bürgermeister: Emanoel Vanderlei Volff, PL (2021–2024)
Vizebürgermeisterin: Clacir Col Tosatti, PL (2021–2024)

## Demografie

### Bevölkerungsentwicklung
| Jahr | Einwohner | Stadt | Land |
| ---- | --------- | ----- | ---- |
| 2000 | 4.206     | 10 %  | 90 % |
| 2010 | 3.663     | 19 %  | 81 % |
| 2022 | 3.110     |       |      |

Quelle: IBGE, bis 2010: Volkszählungen und Volkszählung 2022

### Ethnische Zusammensetzung
| Gruppe * | 2000    | 2010    | wer sich als …                                                                   |
| --- | ------- | ------- | -------------------------------------------------------------------------------- |
| Weiße | 82,7 %  | 74,7 %  | weiß bezeichnet                                                                  |
| Schwarze | 4,8 %   | 1,3 %   | schwarz bezeichnet                                                               |
| Gelbe | 0,0 %   | 0,9 %   | von fernöstlicher Herkunft wie japanisch, chinesisch, koreanisch etc. bezeichnet |
| Braune | 11,2 %  | 23,0 %  | braun oder als Mischung aus mehreren Gruppen bezeichnet                          |
| Indigene | 0,4 %   | 0,1 %   | Ureinwohner oder Indio bezeichnet                                                |
| ohne Angabe | 0,8 %   | 0,0 %   |                                                                                  |
| Gesamt | 100,0 % | 100,0 % |                                                                                  |
| *) Das IBGE verwendet für Volkszählungen ausschließlich diese fünf Gruppen. Es verzichtet bewusst auf Erläuterungen. Die Zugehörigkeit wird vom Einwohner selbst festgelegt. |         |         |                                                                                  |

Quelle: IBGE (Stand: 1991, 2000 und 2010)

## Wirtschaft

### Kennzahlen
Mit einem Bruttoinlandsprodukt pro Einwohner von 33.474,87 R$ bzw. rund 7.400 € lag Porto Barreiro 2019 auf dem 140. Platz im zweiten Viertel der 399 Munizipien Paranás.
Sein mittelhoher Index der menschlichen Entwicklung von 0,688 (2010) setzte es auf den 272. Platz im dritten Viertel der paranaischen Munizipien.